# Camptoprosopella nigra
Camptoprosopella nigra är en tvåvingeart som beskrevs av Malloch 1933. Camptoprosopella nigra ingår i släktet Camptoprosopella och familjen lövflugor. Inga underarter finns listade i Catalogue of Life.